# Rourea puberula
Rourea puberula é uma espécie de arbusto, árvore ou trepadeira, de planta com flor, pertencente à família Connaraceae.
A autoridade científica da espécie é Baker, tendo sido publicada em Flora Brasiliensis 14(2): 178. 1871.

## Brasil
Trata-se de uma espécie terrícola, nativa e não endémica do Brasil, podendo ser encontrada nas Regiões Centro-Oeste e  Norte. Em termos fitogeográficos pode ser encontrada nos domínios da Amazônia e do Cerrado.
Não ocorrem táxons infra-específicos no Brasil.